# Centenille naine
Lysimachia minima, Anagallis minima, Centunculus minimus
Espèce
Synonymes
- Anagallidastrum exiguum Bubani, 1897
- Anagallis centunculus Afzel., 1785
- Anagallis minima (L.) E.H.L.Krause, 1901
- Anagallis pusilla Salisb., 1796
- Centunculus lanceolatus Michx., 1803
- Centunculus minimus L., 1753
- Centunculus simplex Hornem., 1818
- Micropyxis exigua Lunell, 1916[1]

Statut de conservation UICN

 LC  : Préoccupation mineure
La Centenille naine (Lysimachia minima) est une espèce de plantes à fleurs de la famille des Primulaceae et du genre Lysimachia.

## Description

### Appareil végétatif

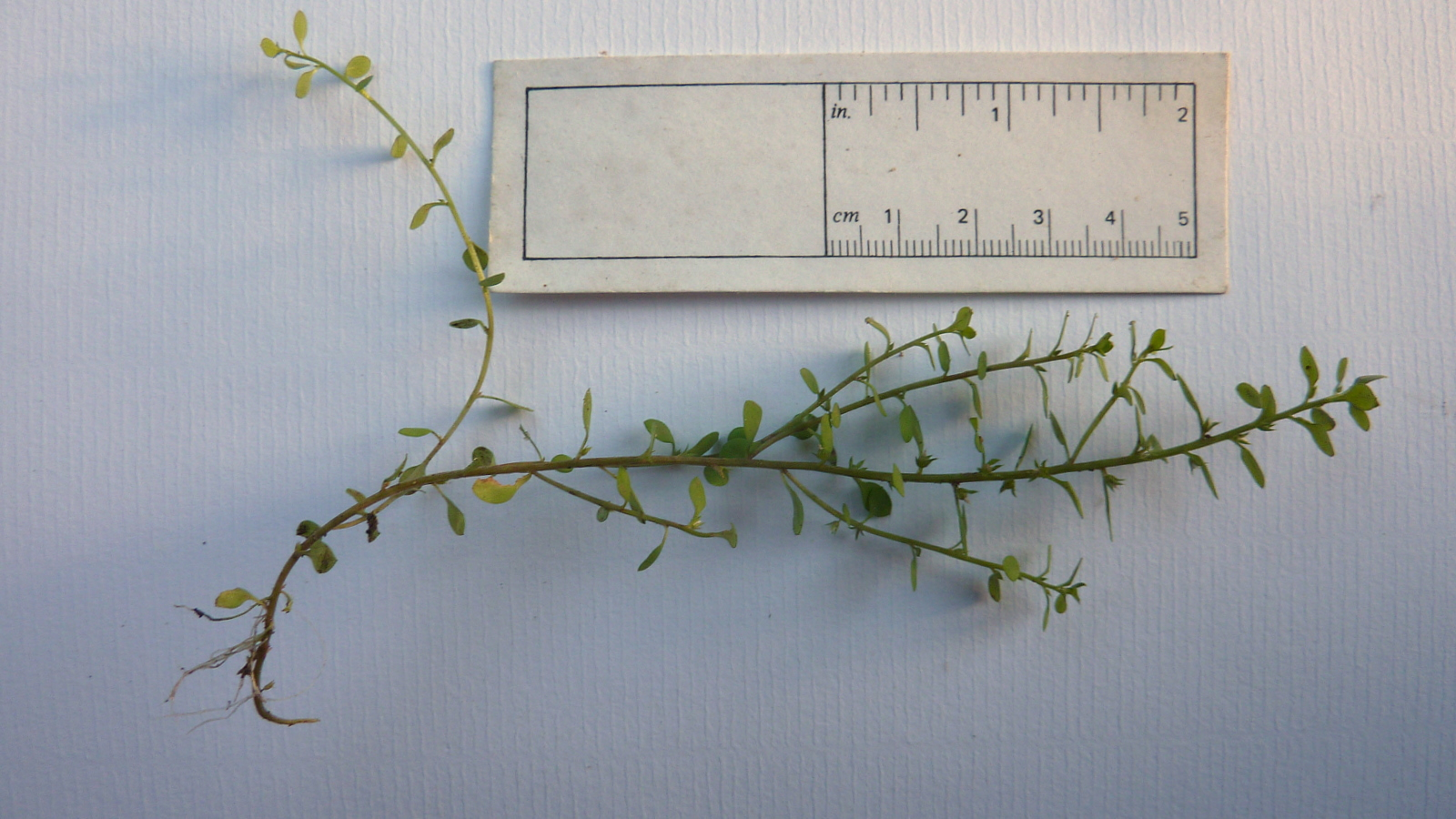
Spécimen arraché (tige et feuilles).

C'est une petite plante annuelle, glabre, de 2-8 cm, à tige très grêle ; les feuilles sont presque toutes alternes, petites, subsessiles, ovales-aiguës, entières.

### Appareil reproducteur

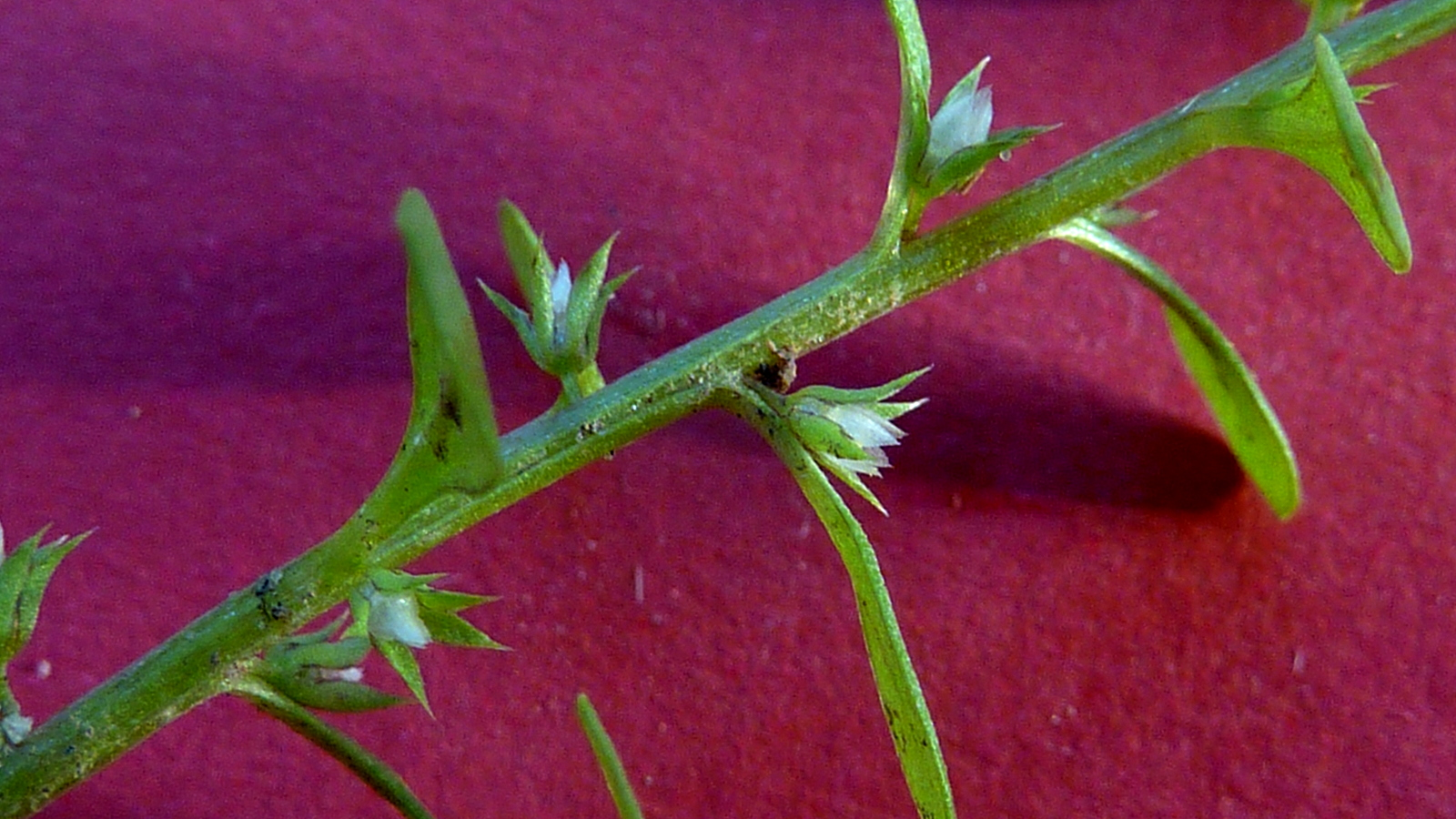
Détail des fleurs minuscules présentes sur la tige.

Les fleurs sont blanches ou un peu rosées, minuscules (1-2 mm de diamètre), subsessiles et solitaires à l'aisselle des feuilles, ne s'ouvrant qu'au milieu du jour ; le calice a 4 lobes lancéolés-linéaires ; la corolle en grelot, plus courte que le calice, est marcescente, à tube court et subglobuleux, à 4 lobes redressés, entiers, aigus ; il y a quatre étamines, saillantes. La capsule est globuleuse, plus courte que le calice, s'ouvrant en travers par un couvercle, à graines nombreuses. La floraison a lieu de mai à septembre.

## Habitat et écologie

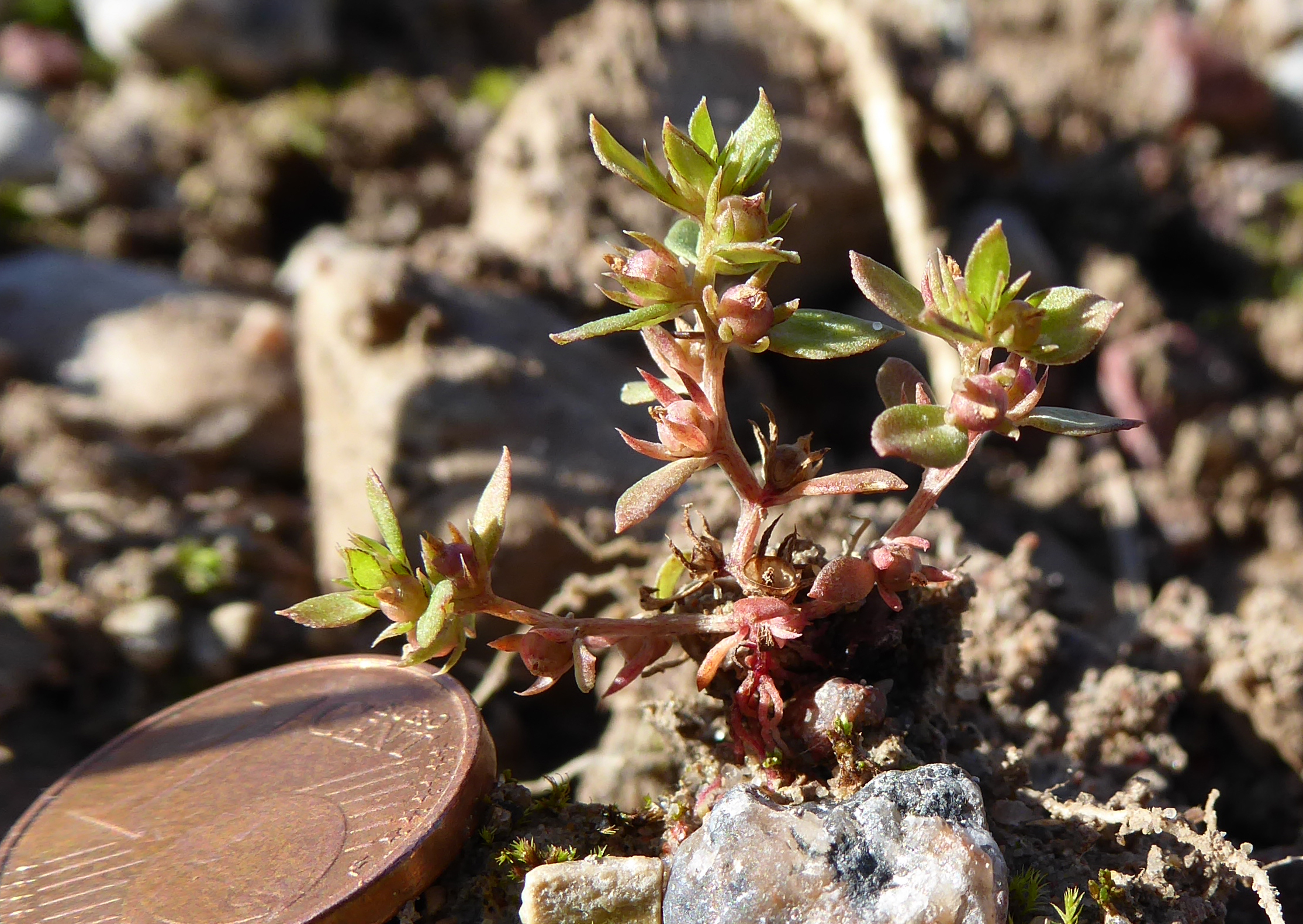
Centenille naine dans son habitat (comparaison avec la taille d'une pièce d'un centime d'euro).

C'est une plante thérophyte. Elle colonise les rives exondées d'étangs siliceux, les chemins forestiers humides, cultures sur sols argileux humides ou argilo-sableux, sables et moissons.

## Culture

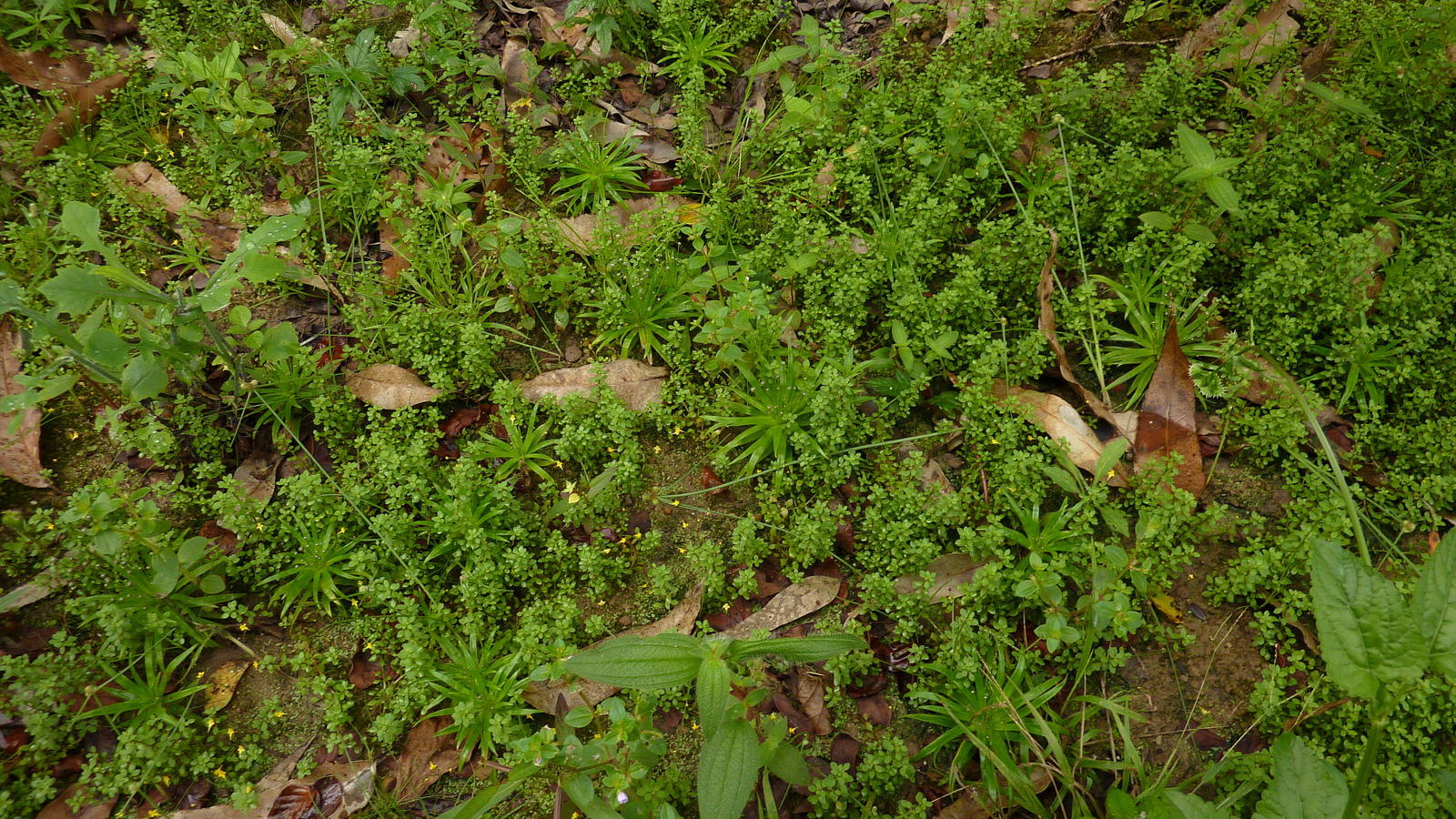
Parterre de centenilles naines.

La Centenille naine peut être cultivée à fin décorative pour la beauté de ses fleurs blanches. Elle demande un sol sableux, limoneux et caillouteux à pH acide, une exposition ensoleillée et un sol humide qui demande donc un arrosage fréquent.

## Répartition
Cette plante est présente dans presque toute l'Europe, en dehors de la zone arctique et jusqu'en Sibérie, en Afrique du Nord et en Amérique.
Elle est disséminée dans presque toute la France, mais présente une répartition inégale et est absente d'une grande partie de la région méditerranéenne.

## Menaces et conservation
C'est une plante en forte régression dans toute la France. Elle est victime de la régression de ses milieux (fermeture des milieux pionniers, dégradation des milieux humides, absence de gestion). L'espèce est classée « en danger critique d'extinction » (CR) en Picardie et « en danger » (EN) en Auvergne, Limousin, Rhône-Alpes, Lorraine et Alsace.